# فرانك إيفانز
فرانك إيفانز (بالإنجليزية: Frank Evans)‏ هو ممثل أمريكي، ولد في 1849، وتوفي في 11 مارس 1934 بواشنطن العاصمة في الولايات المتحدة.

## وصلات خارجية
- فرانك إيفانز على موقع IMDb (الإنجليزية)
- فرانك إيفانز على موقع أول موفي (الإنجليزية)
- فرانك إيفانز على موقع قاعدة بيانات الأفلام السويدية (السويدية)
- فرانك إيفانز على موقع قاعدة بيانات الفيلم (الإنجليزية)
- فرانك إيفانز على موقع كينوبويسك (الروسية)